# Rock-A-Hula Baby
Rock-A-Hula Baby è un brano musicale del cantante statunitense Elvis Presley, pubblicato nel 1961.

## Descrizione
La canzone è interpretata nel film Blue Hawaii. Inoltre è inclusa nell'album Blue Hawaii.
Essa è stata scritta da Ben Weisman, Fred Wise e Dolores Fuller.
Nel Regno Unito la canzone è stata pubblicata come "doppia A-Side" insieme al brano Can't Help Falling in Love.